# داروسازی موچیدا
داروسازی موچیدا (持田製薬株式会社 mochida seiyaku kabushiki gaisha) یک شرکت داروسازی ژاپنی است.

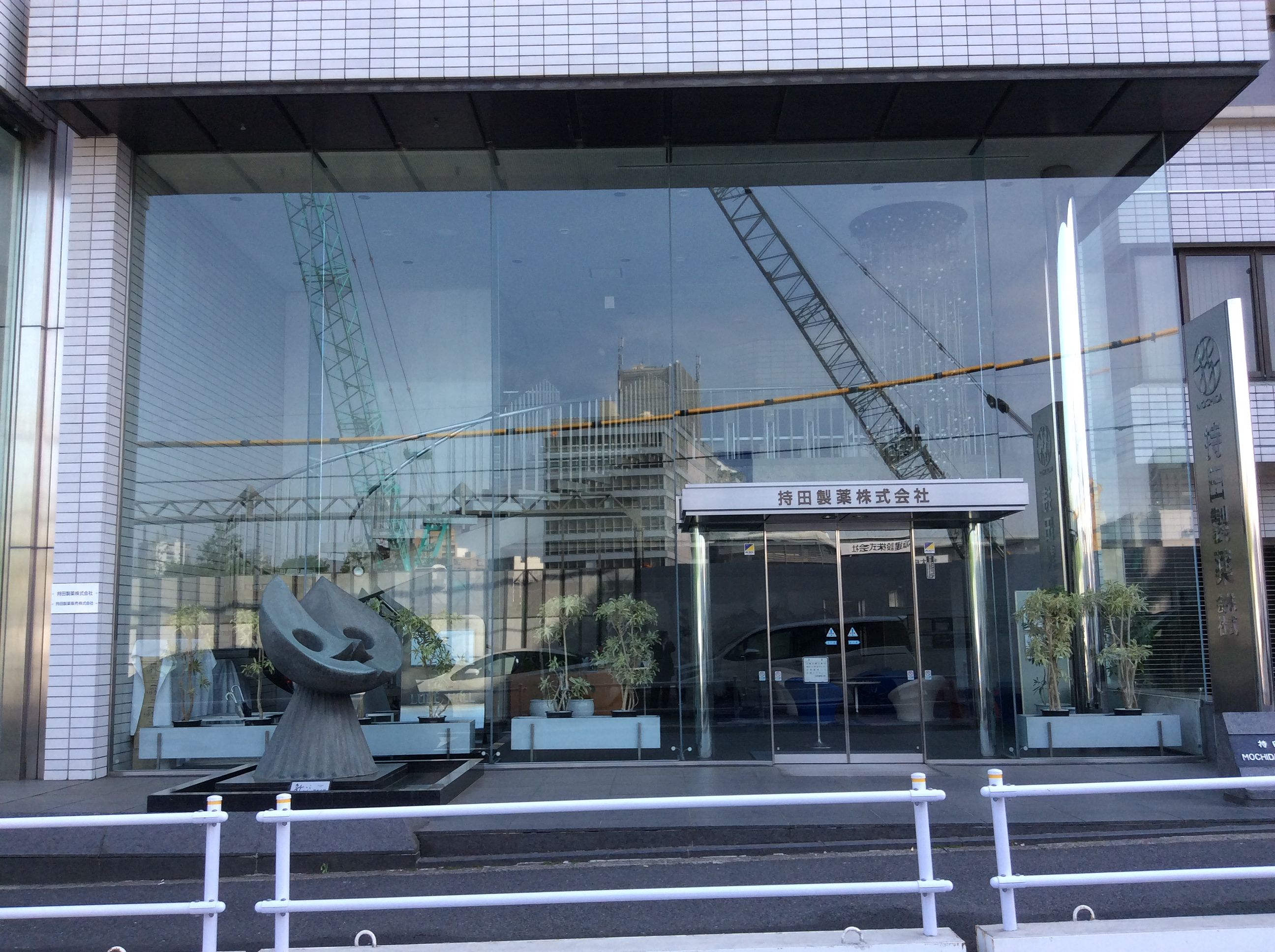
داروسازی موچیدا

یکی از محصولات این شرکت داروی ضد افسردگی ستیپتیلین (Tecipul) است.